# Conrad Ekhof
Hans Conrad Dietrich Ekhof, född 12 augusti 1720 i Hamburg, död 16 juni 1778 i Gotha, var en tysk skådespelare och av många ansedd som "den tyska skådespelarkonstens fader".
Ekhof uppträdde vid Schönemanns teatersällskap 1740-57, Ackermanns 1764-67 och några år på den nyinrättade nationalteatern i Hamburg, kom 1769 till Seylers trupp och anställdes 1775 som meddirektör vid hovteatern i Gotha (idag känd som Ekhofteatern).
Ekhof införde på tyska scenen natursanning och karakteristik samt gjorde slut på den pseudoklassiska uppstyltningen. Han var en mästare i talets konst liksom i det mimiska samt utmärkt både i tragiska roller och som komiker. Också prisades han högt av Lessing. 
Ekhof var inte bara scenisk förebild, utan även lärare till bland andra August Wilhelm Iffland och Heinrich Beck. Ekhof översatte själv pjäser, lade grund till tyska teaterns historia, gav även uppslag till ålderdomspensionering av skådespelare och lyfte det sceniska yrkets anseende genom sin egen mönstergilla vandel. Han var gift med Georgine Ekhof.